# Vismia hamanii
Vismia hamanii är en johannesörtsväxtart som beskrevs av Joseph Blake. Vismia hamanii ingår i släktet Vismia och familjen johannesörtsväxter. Inga underarter finns listade i Catalogue of Life.